# Phyllanthus raynalii
Phyllanthus raynalii là một loài thực vật có hoa trong họ Diệp hạ châu. Loài này được Jean F.Brunel & J.P.Roux miêu tả khoa học đầu tiên năm 1984 publ. 1985.